# Horst Bertram
Horst Bertram (* 16. November 1948 in Münster; † 27. Mai 2023) war ein deutscher Fußballtorwart und -trainer. In den 1970er Jahren stand er bei Kickers Offenbach und vor allem Borussia Dortmund 96 Mal in der Bundesliga zwischen den Pfosten.

## Laufbahn

### Jugend
Horst Bertram spielte Fußball zunächst für den SC Münster 08. Noch bei diesem Verein spielend wurde er als Nachfolger von Norbert Nigbur für die deutsche Jugendnationalmannschaft nominiert und kam zu 15 Auswahlspielen.

### Profilaufbahn
1967 wechselte Bertram zum Lokalrivalen Preußen Münster in die seinerzeit zweitklassige Regionalliga West. Mit Aufstiegsambitionen gestartet, geriet der Ex-Bundesligist in der Saison 1968/69 in akute Abstiegsgefahr. Dadurch bekam Bertram andererseits häufig Gelegenheiten, sich auszuzeichnen.
Auf diese Weise weckte er das Interesse vieler Bundesligisten, entschied sich allerdings, zu Kickers Offenbach, damals Regionalligist mit Aufstiegsambitionen, zu wechseln. Offenbach erreichte das gesteckte Ziel, jedoch stand an Stelle Bertrams Karlheinz Volz im Tor, weil Bertram  wegen eines schweren Bandscheibenvorfalls lange Zeit ausfiel. Bertram galt deswegen schon als Fehleinkauf. Volz war auch in der Bundesligasaison 1970/71 Stammtorwart, während Bertram nur zu zwei Einsätzen kam. Einer davon war am 27. Spieltag, als er den verletzten Volz vertrat und ihm eine beeindruckende Leistung attestiert wurde. Dennoch stand Offenbach am Ende der Saison auf einem Abstiegsplatz und Bertram wechselte als Nummer 2 – hinter Jürgen Rynio – zu Borussia Dortmund. Am 8. Spieltag musste Rynio aufgrund einer Wirbelsäulenverletzung vorzeitig ausgewechselt werden, so dass Bertram kurz vor Spielende gegen Hertha BSC zu seinem dritten Bundesligaspiel kam. Schon nach wenigen Minuten kassierte er das 1:2. Auch in den nächsten fünf Spielen kam Bertram zum Einsatz. Obwohl nur ein einziges Spiel verloren ging, musste Bertram Rynio wieder weichen, als dieser genesen war. Vor dem letzten Spieltag, an dem Bertram wieder spielen durfte, und gegen Hannover 96 den 3:2-Sieg sicherte, stand der Abstieg bereits fest.
Nach dem Abstieg und erneuten Bandscheibenproblemen von Rynio etablierte sich Bertram als Stammtorwart und galt bald als einer der besten Regionalligatorhüter. Trotzdem scheiterte der Versuch des direkten Wiederaufstiegs. Im DFB-Pokal der Saison 1973/74 kam es dann ganz bitter für Bertram: Auf dem schneebedeckten Boden im heimischen Stadion verschuldete er gleich drei Treffer. Den klarsten Fehler beging er beim vierten Gegentor, als er einen harmlosen Aufsetzer unter seinem Körper durchrutschen ließ. Somit hatte er einen Anteil an der 1:4-Niederlage gegen Hannover 96. Rynio war inzwischen wieder genesen und rückte nach Bertrams bescheidener Leistung wieder ins Tor. Auch in diesem Jahr blieb der Aufstieg in die  Bundesliga verwehrt, jedoch schafften die Borussen immerhin die Qualifikation zur neugegründeten 2. Fußball-Bundesliga. Rynio verließ den Verein zu Rot-Weiss Essen und Bertram wurde zur unangefochtenen Nummer 1 im Dortmunder Tor. Auch mit dem neuen Trainer Otto Knefler schaffte man in der kommenden Saison nicht den Aufstieg. Dieser gelang erst in der Saison 1975/76, in der Bertram zu einem der wichtigsten Leistungsträger wurde und sich ins Blickfeld für die deutsche B-Auswahl brachte. Bertram war der einzige Spieler des BVB, der sowohl den Abstieg, die Jahre in der 2. Liga und dann den Aufstieg mitmachte.
Endlich wieder in der Bundesliga, machte Bertram beim furiosen 4:2-Sieg über den Hamburger SV von sich reden, denn er bot in diesem Spiel eine herausragende Leistung und hatte einen großen Anteil am Sieg. Auch in den nächsten Spielen konnte sich Bertram auszeichnen und schwamm mit seinem Verein unter Trainer Otto Rehhagel auf einer Erfolgswelle. Diese verflachte jedoch in der Rückrunde und auch Bertram konnte nicht immer an die Leistungen der Vorrunde anknüpfen. Trotzdem war Bertram von 1976 bis 1978 Mannschaftskapitän des BVB.
In der folgenden Saison spielten Bertram und seine Mannschaft eher mittelmäßig. Besonders kritisiert wurde seine Strafraumbeherrschung. Diese soll vor allem nach Eckbällen zu einigen Gegentreffern geführt haben. Daraufhin habe Rehhagel ihm ein „Bett-Training“ verordnet, bei dem sich Bertram vor dem Einschlafen geistig auf die gegnerischen Angriffe habe einstellen sollen. Der Erfolg dieses Trainings ist allerdings fraglich. Vor dem letzten Spieltag der Saison wurde Bertram von Rehhagel zurückgestellt, wodurch ihm die historische 0:12-Niederlage gegen Borussia Mönchengladbach erspart blieb. Peter Endrulat, der bei diesem Spiel im Tor gestanden hatte, musste zum Saisonende den Verein verlassen. Für ihn stieg der 17-jährige Jugendnationaltorwart Eike Immel in den Profikader auf. Dieser musste im ersten Spiel der Saison 1978/79 auch das Tor hüten, weil Bertram sich eine Fleischwunde zugezogen hatte. Immel machte mit spektakulären Paraden auf sich aufmerksam. Sein Höhenflug war allerdings am 6. Spieltag vorerst beendet. Der junge Keeper war im Spiel gegen Hertha BSC derartig von der Rolle, dass er in der 60. Minute gegen den 30-jährigen Bertram ausgewechselt wurde. Bertram lieferte auch in den nächsten Partien gute Leistungen, trotzdem wurde ihm immer wieder ein schwaches Nervenkostüm unterstellt. Herausragend in dieser Saison war seine Leistung beim 2:0-Sieg gegen den 1. FC Nürnberg. Erst am letzten Spieltag kam Immel wieder zum Einsatz, konnte sich danach als Nummer 1 durchsetzen und wurde später zum Nationaltorwart.
Betram selbst schlug auf Bitten von Reinhard Rauball ein gut dotiertes Angebot des FC Bayern München aus, da der BVB noch einen erfahrenen Torwart für den erst 18-jährigen Immel als Reserve benötigte.

### Trainerlaufbahn
Vor der Saison 1983/84 wechselte er in den Amateurfußball zum 1. FC Bocholt, musste aber bald wegen eines irreparablen Knorpelschadens im Knie seine aktive Karriere beenden und kam daher nie zum Einsatz, sondern nahm die Rolle des Co-Trainers ein. Anschließend wurde er Trainer beim westfälischen Verbandsligisten SuS Hüsten 09, mit dem er 1985 in die damals drittklassige Oberliga aufstieg. Weitere Trainerstationen im Amateurbereich waren die Sportfreunde Oestrich-Iserlohn, Hasper SV und der VfB Schwelm. Zum Abschluss seiner Trainerkarriere war er zehn Jahre Torwarttrainer beim SV Holzwickede, ehe eine erneute Knieoperation ihn zum Ende der Karriere zwang.

## Nach der Karriere
Nach seinem Karriereende als Spieler im Profi-Fußball 1983 betrieb Bertram zunächst in Dortmund-Scharnhorst einen Schreibwarenladen, später wechselte er in ein Geschäft in Dortmund-Wickede, wo er bis zuletzt einen Schreibwarenladen mit Lottoannahme und Reisebüro betrieb. Außerdem war er Mitglied der BVB-Traditionsmannschaft.

## Erfolge
- DFB-Pokal-Sieger: 1970